# Esquelmes War Cemetery
Esquelmes War Cemetery is een Britse militaire begraafplaats met gesneuvelden uit de Tweede Wereldoorlog gelegen in het Belgische dorp Esquelmes, een deelgemeente van Pecq. De begraafplaats ligt 1 km ten noorden van het dorpscentrum en 1,5 km ten zuiden van Pecq. Ze heeft een langwerpige vorm en is omgeven door een beukenhaag. Het Cross of Sacrifice staat aan de noordelijke zijde op de centrale as en aan de oostelijke zijde staat een achthoekig schuilhuisje waarin zich het registerboek bevindt. De begraafplaats wordt onderhouden door de Commonwealth War Graves Commission.
Er liggen 233 Britten begraven waaronder 32 die niet meer geïdentificeerd konden worden.

## Geschiedenis
Alle slachtoffers vielen in mei en juni 1940 toen de British Expeditionary Force (BEF) was betrokken in de latere fase van de verdediging van België na de Duitse inval. Er werden zware gevechten geleverd toen het Duitse leger de Schelde probeerde over te steken en de BEF deze lijn verdedigde om de terugtrekking van hun troepen naar Duinkerke te dekken.

## Onderscheiden militair
- Geoffrey Lesslie Marett Worke, luitenant bij het The Queen's Royal Regiment (West Surrey) en Claude Edward Alban Lockyer Williams, onderluitenant bij de Royal Artillery werden onderscheiden met het Military Cross (MC).